# Simona Kozmus
Simona Kozmus (ur. 17 marca 1978) – słoweńska lekkoatletka, która specjalizowała się w rzucie młotem.
W 1997 roku odpadła w eliminacjach na mistrzostwach Europy juniorów. Trzy razy broniła barw narodowych z zawodach pucharu Europy. W latach 1997–1999 i 2001–2002 zdobyła pięć razy złoty medal mistrzostw Słowenii. 
Rekord życiowy: 58,60 (11 lipca 2001, Triest). Simona Kozmus latach 1997–2001 siedmiokrotnie poprawiła rekord Słowenii (od 51,84 do 58,60).
Jej bratem jest Primož Kozmus mistrz olimpijski w rzucie młotem.

## Osiągnięcia
| Rok  | Impreza                     | Miejsce   | Lokata            | Wynik |
| ---- | --------------------------- | --------- | ----------------- | ----- |
| 1997 | Mistrzostwa Europy juniorów | Lublana   | el. – 23. miejsce | 46,80 |
| 2000 | I liga pucharu Europy       | Bydgoszcz | 5. miejsce        | 54,60 |
| 2001 | I liga pucharu Europy       | Budapeszt | 3. miejsce        | 55,10 |
| 2002 | I liga pucharu Europy       | Sewilla   | 6. miejsce        | 53,63 |